# Emoia loyaltiensis
Emoia loyaltiensis este o specie de șopârle din genul Emoia, familia Scincidae, descrisă de Roux 1913. A fost clasificată de IUCN ca specie vulnerabilă. Conform Catalogue of Life specia Emoia loyaltiensis nu are subspecii cunoscute.